# 孔德宰格
孔德宰格（法語：Condezaygues，法語發音：[kɔ̃d(ə)zɛɡ]）是法国洛特-加龙省的一个市镇，属于洛特河畔新城区。

## 地理
孔德宰格（44°29'13"N, 0°55'0"E）面积10.81 平方千米，位于法国新阿基坦大区洛特-加龍省，该省份为法国西南部内陆省份，北起多爾多涅省，西接吉倫特省和朗德省，南至热尔省，东临塔恩-加龙省和洛特省。
与孔德宰格接壤的市镇（或旧市镇、城区）包括：萨勒、蒙塞居尔、蒙桑普龙-利博斯、圣维特、特朗泰勒。

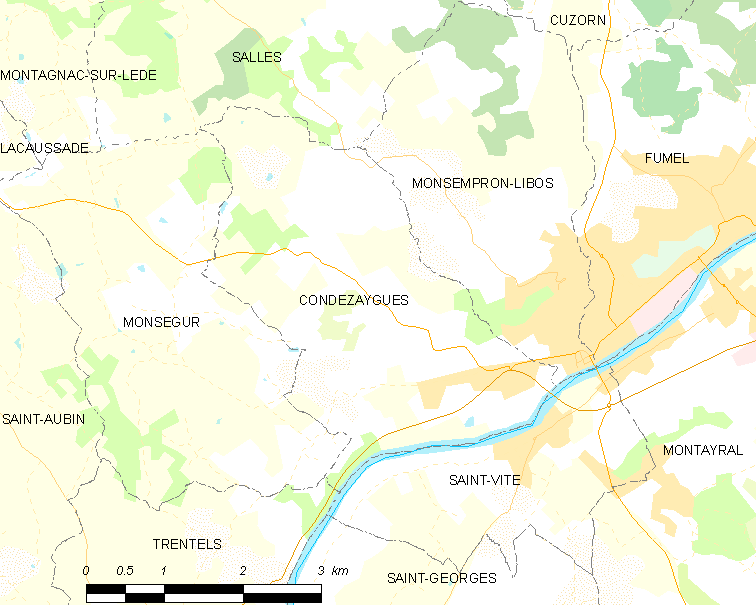
孔德宰格的OSM定位图

孔德宰格的时区为UTC+01:00、UTC+02:00（夏令时）。

## 行政
孔德宰格的邮政编码为47500，INSEE市镇编码为47070。

## 政治
孔德宰格所属的省级选区为勒菲梅卢瓦县。

## 人口

1962-2008年间孔德宰格人口变化图示

孔德宰格于2022年1月1日时的人口数量为837人。